# Isla de San Antonio (España)

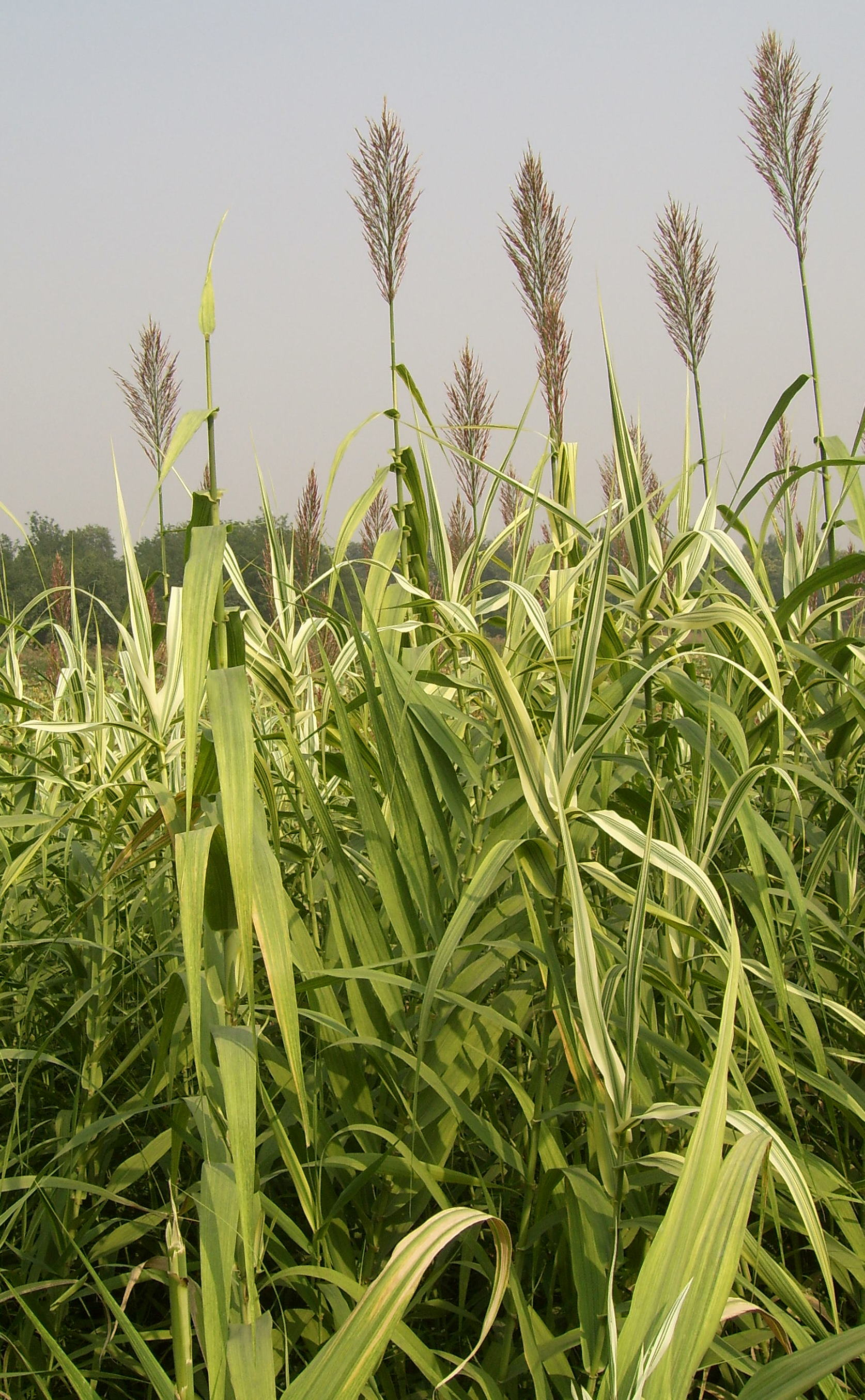
La vegetación de la isla de San Antonio es la típica del delta del Ebro.

La isla de San Antonio es un espacio situado en el extremo oriental del delta del Ebro, perteneciente al municipio de Deltebre, en el Bajo Ebro, España.
Está formada por extensiones de marismas y dunas, que son un lugar donde encuentran refugio muchas especies protegidas para su reproducción.
Esta zona (de 170 ha), junto con la isla de Buda son espacios restringidos protegidos del Parque natural del Delta del Ebro donde sólo se puede acceder con una autorización previa.
- Datos: Q964836
- Multimedia: Illa de Sant Antoni / Q964836